# Rein van den Broek
Rein van den Broek (Haarlem, 10 september 1945 – Blaricum, 10 mei 2015) was een Nederlands trompettist en componist.

## Ekseption
Van den Broek maakte in de jaren zestig enkele jaren deel uit van het VARA Dansorkest van Boy Edgar. Hij speelde vervolgens in de groep Jokers - later Incrowd - waaruit uiteindelijk de symfonische-rockband Ekseption ontstond. Hij was lid van deze popgroep tot deze in 1975 een pauze inlaste wegens interne strubbelingen. Hierna was hij nog lid van de jazzrockgroep Spin die op zijn initiatief werd opgericht. In de jaren zeventig was hij ook eigenaar van het café 'De Jonge Graef Van Buuren' in Hilversum. Later maakte hij samen met voormalig Ekseption-voorman Rick van der Linden onder de naam Cum Laude albums met meer klassiek getinte muziek.

## Tour de France
Hij is bij de meeste Nederlanders bekend als componist van Trumpet Cross, de begintune van Radio Tour de France en van Tarantuella, de alom bekende finishmuziek van Radio Tour de France.

## Vader en dochter
Van den Broek was de zoon van Rinus van den Broek, die trompet speelde bij The Ramblers en The Skymasters. Zijn dochter Marleen is zangeres en presentatrice en is bekend onder de naam Marlayne Sahupala. 
Rein van den Broek overleed op 10 mei 2015 aan hartfalen.
- International Standard Name Identifier: 0000 0003 9372 0914
- MusicBrainz: 3c3bee27-ed26-4944-ba00-ca91e6f9cefd
- Nederlandse Thesaurus van Auteursnamen: 074275550
- Virtual International Authority File: 288052488
- WorldCat: E39PBJjRTD3GKBkvhDyqfgy8G3